# Sphaeriestes aeratus
Sphaeriestes aeratus is een keversoort uit de familie platsnuitkevers (Salpingidae). De wetenschappelijke naam van de soort werd in 1859 gepubliceerd door Étienne Mulsant.